# (15969) Charlesgreen
(15969) Charlesgreen est un astéroïde de la ceinture principale.

## Description
(15969) Charlesgreen est un astéroïde de la ceinture principale. Il fut découvert le 1er mars 1998 à La Silla par Eric Walter Elst. Il présente une orbite caractérisée par un demi-grand axe de 3,16 UA, une excentricité de 0,07 et une inclinaison de 8,6° par rapport à l'écliptique.

## Compléments